# Guido Maria Dreves
Guido Maria Dreves, född 27 oktober 1854 i Hamburg, död 1 juni 1909 i Mitwitz, Oberfranken, var en tysk jesuit och musikhistoriker. Han var son till Leberecht Dreves.
Dreves var en framstående hymnolog och utgav bland annat Analecta hymnica medii ævi (43 band, 1886–1903), Aurelius Ambrosius, "der Vater des Kirchengesanges" (1893), Psalteria rhythmica (1901) och Die Kirche der lateiner in ihren Liedern (1908).